# Rastislav di Moravia
Rastislav o Rostislav, italianizzato talvolta in Rostislao o in Ratislao e anche conosciuto come San Rastislav (in latino Rastiz, in greco antico Ῥασισθλάβος, trasl. Rhasisthlábos; ... – 870) è stato il secondo sovrano noto della Grande Moravia, attivo dall'846 all'870. È venerato come santo dalla Chiesa ortodossa.
Sebbene abbia iniziato il suo regno in qualità di vassallo di Ludovico il Germanico, re dei Franchi orientali, consolidò il suo governo al punto che dopo l'855 riuscì a respingere una serie di attacchi dell'esercito straniero. Su sua iniziativa, due fratelli, Cirillo e Metodio, furono inviati nella sua terra dall'imperatore bizantino Michele III nell'863, con il compito di diffondere il cristianesimo e, inoltre, di tradurre i più importanti testi liturgici cristiani in slavo antico. Rastislav andò detronizzato da suo nipote Svatopluk I, che lo consegnò ai Franchi: morì imprigionato nell'870.

## Primi anni
Secondo gli Annali di Fulda, Rastislav era nipote di Mojmír I, il primo sovrano di cui si ha notizia della Moravia. Gli eventi che lo riguardano prima dell'846 risultano sconosciuti, ma è plausibile che abbia giocato un ruolo da ostaggio per suo zio alla corte di Ludovico il Germanico. Quando quest'ultimo invase la Moravia nell'846, privò Mojmír I del suo trono e insediò Rastislav come nuovo duca di Moravia, con l'intento di piazzare un fantoccio. Pare che Rastislav fosse già cristiano quando divenne duca, ma non vi è dubbio che fu battezzato almeno dall'846 come parte delle condizioni per il ricevimento del titolo nobiliare.

## Verso l'indipendenza
Nei primi otto anni del regno di Rastislav non si rintracciano testimonianze di ribellioni morave, circostanza la quale suggerisce che essi rimasero fedeli a Ludovico il Germanico. In quel periodo, forse Rastislav acquisì nuovi territori nell'est e stabilì un confine con il Primo Impero bulgaro. Secondo gli Annales Bertiniani, nell'853 Carlo il Calvo, re dei Franchi occidentali, corruppe i bulgari per allearsi con gli slavi (in particolare, i moravi) e attaccare congiuntamente il regno di Ludovico il Germanico. Nel corso dell'attacco bulgaro e moravo, Ludovico il Germanico depose il suo prefetto della Marca di Pannonia, Ratpot, che presto si alleò con Rastislav. La volontà di cooperare suggerisce che, in quella fase, Rastislav si sentiva sicuro abbastanza da sfidare la sovranità dei Franchi.
Nell'855, il re dei Franchi orientali radunò un grande esercito per invadere la Moravia. Ad ogni modo, la sua armata si arenò davanti alle mura di una delle roccaforti di Rastislav, forse Mikulčice (oggi nella Repubblica Ceca), verosimilmente ricostruita negli anni precedenti. Impreparato per reggere un assedio prolungato, il re fu costretto a ritirarsi dalla regione. Mentre il monarca si stava ritirando, i suoi uomini surclassarono una grande forza morava che attaccò il suo accampamento. Tuttavia, l'armata di Rastislav seguì i Franchi e saccheggiò molti dei loro possedimenti sul fiume Danubio.
(Annali di Fulda (anno 855))
Nell'856, Ludovico il Germanico affidò il comando delle marche sudorientali del suo regno a suo figlio, Carlomanno con il compito di tenere sotto controllo i moravi. Stando agli Annali di Fulda, Carlomanno guidò una nuova spedizione contro Rastislav nell'858, ma anche questa campagna si rivelò un fallimento, poiché Rastislav non si placò. Carlomanno strinse persino un'intesa con Rastislav contro suo padre.
(Annales Bertiniani (anno 861))
Pribina, il dux slavo di Bassa Pannonia, morì in combattimento contro i moravi nell'861, lasciando dedurre che anche Carlomanno avesse concesso questa provincia a Rastislav. In risposta alla lizza in corso tra suo figlio e Rastislav, Ludovico negoziò un'alleanza in chiave anti-morava con Boris I di Bulgaria. Il re fece sembrare che stesse guidando una nuova campagna contro Rastislav, ma all'ultimo momento si mosse contro Carlomanno, il quale non ebbe a quel punto altra scelta che arrendersi.

## Missione dei Santi Cirillo e Metodio

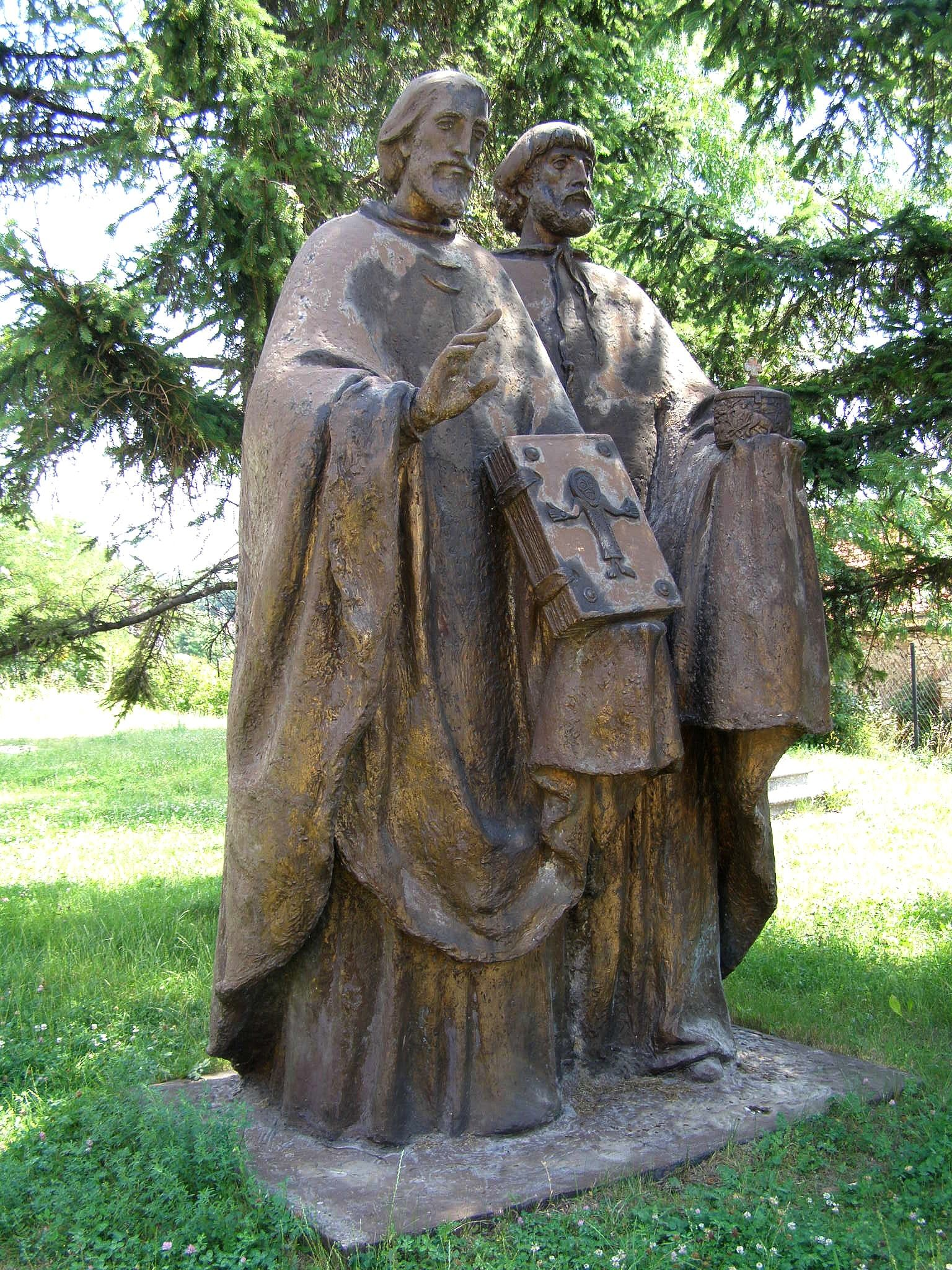
Scultura moderna dei Santi Cirillo e Metodio

Rastislav desiderava indebolire lo strapotere culturale e l'influenza dei sacerdoti cristiani franchi orientali nel suo regno, poiché perseguivano gli interessi della terra da cui provenivano. Per aumentare la sua manovrabilità, Rastislav tentò di limitare le attività dei missionari rivolgendosi intorno all'861/862 alla Santa Sede e chiese al pontefice di spedire clerici in Moravia che sapessero esprimersi nella lingua slava. Non avendo ricevuto risposta da Roma, Rastislav si rivolse all'imperatore bizantino Michele III con la stessa richiesta.
(La vita di Costantino)
Su sua richiesta, l'imperatore inviò in Moravia due fratelli di Salonicco che parlavano l'idioma slavo, Costantino e Metodio (i futuri santi Cirillo e Metodio), nell'863. La Vita di Costantino narra che studiò un primo alfabeto e tradusse il Vangelo in slavo ecclesiastico antico in quel lasso temporale. Il clero franco si rese presto conto che le attività dei due fratelli bizantini rappresentavano una minaccia alla loro influenza. Poiché i missionari bizantini godevano della protezione di Rastislav, Ludovico il Germanico inviò Salomone I di Costanza a Roma dove descrisse come la diocesi di Passavia fosse stata "frammentata e ridotta in rovina" dalla defezione dei moravi.
Ludovico il Germanico stava anche pianificando di lanciare una grande campagna contro Rastislav con l'appoggio di Boris I di Bulgaria. Anche se all'ultimo minuto quest'ultimo abbandonò la campagna, la nuova spedizione di Ludovico contro Rastislav terminò con un successo. Nell'agosto 864, Ludovico il Germanico invase la Moravia, attraversando il Danubio per assediare la civitas Dowina (identificato, anche se non unanimemente, con il castello di Devín in Slovacchia). Si crede che il re colse di sorpresa Rastislav, lasciandolo impossibilitato ad allestire meglio le difese e intrappolandolo di fatto all'interno della fortezza. Non potendo sfuggire all'assedio franco, Rastislav si arrese, consegnò numerosi ostaggi di alto rango e prestò un nuovo giuramento di fedeltà.
La campagna del re, tuttavia, non portò alla sottomissione di Rastislav. Nell'865, secondo gli Annales Bertiniani, Ludovico il Germanico spedì i suoi uomini contro i "Venditi" (slavi) e gli Annali di Fulda riportano per lo stesso anno che Werner, conte dell'Alta Pannonia, era stato convocato davanti al re con l'accusa di aver cospirato con Rastislav. Alla fine dell'866, Costantino e Metodio partirono dalla Moravia per Venezia, dove gli inviati del papa li persuasero a recarsi a Roma. In quell'occasione, papa Adriano II approvò le loro traduzioni slave delle Scritture, consacrò i loro discepoli slavi come sacerdoti e promise persino loro di celebrare una messa con la liturgia slava nelle chiese di Roma.

## Ultimi anni

La Moravia sotto Rastislav (in verde)

All'inizio dell'868 Carlomanno, figlio di Ludovico il Germanico, combatté due vittoriosi scontri contro Rastislav e tornò con il bottino. In agosto, il monarca stesso stava progettando di invadere di nuovo la Moravia, ma improvvisamente si ammalò. Il figlio più giovane del re, Carlo il Grosso, avanzò allora verso la roccaforte di Rastislav e bruciò tutte le sue fortificazioni, si appropriò di un ampio bottino e sconfisse tutti coloro che osarono pararsi davanti per ostacolarlo. A quel tempo, secondo gli Annali di Fulda, Rastislav, che aveva in precedenza concesso la sua "città vecchia" a suo nipote Svatopluk, governava dalla sua non meglio precisata fortezza, da taluni identificata con Mikulčice (Repubblica Ceca). Nell'869, papa Adriano II, che aveva deciso di ripristinare l'arcidiocesi di Illyricum, consacrò Metodio come arcivescovo di Sirmio (oggi Sremska Mitrovica, in Serbia) e il legato pontificio di tutti gli slavi che vivevano nei territori governati da Rastislav, Svatopluk e il figlio di Pribina, Kocel.
Svatopluk, nel frattempo, entrò in trattative con Carlomanno all'insaputa di Rastislav, accettando la signoria di Carlomanno sulla sua persona e sul suo regno. Quando seppe del tradimento di suo nipote, "accecato dalla rabbia", Rastislav architettò un piano con cui si prevedeva che gli assassini strangolassero Svatopluk a un banchetto. Nel corso dei festeggiamenti, tuttavia, il giovane fu avvertito del piano e impedì che accadesse l'agguato dicendo di voler allontanarsi per praticare la falconeria. Quando Rastislav partì con i suoi soldati per dare la caccia a suo nipote, Svatopluk catturò suo zio e lo mandò in catene alla corte di Carlomanno.
Rastislav fu inviato sotto scorta a Ratisbona (capitale di Ludovico) mentre Carlomanno invadeva il regno del moravo e soggiogava tutte le sue fortezze. Ludovico il Germanico vide giungere Rastislav legato con una pesante catena, così come quando era stato imprigionato. Mentre i franchi, i bavaresi riuniti e gli slavi condannarono Rastislav a morte per tradimento, il re commutò la sua punizione con accecamento e reclusione. Fu proprio nelle segrete che Rastislav perì nell'870. Rastislav è stato canonizzato nel 1994 dalla Chiesa ortodossa ceca e slovacca a Prešov.
(Annali di Fulda (anno 846))

### Esplicative
1. ↑  Lo storico slovacco Stanislav J. Kirschbaum si riferisce a Rastislav come principe di Nitra nel periodo precedente all'846: Kirschbaum (2005), p. 26; Kirschbaum (2006), pp. XXIV, 131, 194).

### Bibliografiche
1. ↑   Mojmiridi, su treccani.it. URL consultato il 22 settembre 2021.
2. ↑   Cesare Cantù, Storia universale, Giuseppe Pomba, 1842,  p. 150.
3. ↑  Cronaca della Grande Moravia, p. 362.
4. ↑  Spiesz e Čaplovič (2006), p. 20.
5. ↑  Goldberg (2006), p. 138.
6. ↑  Spiesz e Čaplovič (2006), pp. 20-21.
7. ↑  Spiesz e Čaplovič (2006), p. 22.
8. ↑  Spiesz e Čaplovič (2006), p. 21.
9. 1 2 3  Goldberg (2006), p. 140.
10. 1 2  Annali di Fulda, p. 25.
11. 1 2  Bowlus (1995), p. 104.
12. ↑  Vlasto (1970), p. 24.
13. ↑  Kirschbaum (2005), pp. 26-27.
14. 1 2  Goldberg (2006), p. 242.
15. 1 2 3 4  Kirschbaum (2005), p. 27.
16. ↑  Goldberg (2006), p. 243.
17. ↑  Goldberg (2006), pp. 243-244.
18. ↑  Bowlus (1995), p. 115.
19. ↑  Goldberg (2006), pp. 244-245.
20. 1 2  Goldberg (2006), p. 245.
21. ↑  Goldberg (2006), p. 246.
22. ↑  Annali di Fulda, p. 37.
23. 1 2  Bowlus (1995), p. 119.
24. ↑  Goldberg (2006), p. 266.
25. ↑  Annali di San Bertino, pp. 94, 262.
26. ↑  Goldberg (2006), pp. 266-267.
27. ↑  Bowlus (1995), p. 125.
28. 1 2  Goldberg (2006), p. 269.
29. 1 2  Sommer et al. (2007), p. 222.
30. ↑  Vlasto (1970), pp. 27-28.
31. ↑  Kantor (1983), p. 65.
32. ↑  Barford (2001), pp. 109-110.
33. ↑  Vlasto (1970), pp. 37-39.
34. ↑  Kirschbaum (2005), p. 30.
35. 1 2  Kirschbaum (2005), p. 31.
36. ↑  Goldberg (2006), pp. 271-272.
37. ↑  Goldberg (2006), p. 271.
38. ↑  Goldberg (2006), p. 272.
39. ↑  Bowlus (1995), p. 140.
40. 1 2 3  Goldberg (2006), p. 273.
41. ↑  Bowlus (1995), p. 154.
42. ↑  Bowlus (1995), pp. 154-155.
43. ↑  Goldberg (2006), p. 275.
44. ↑  Goldberg (2006), pp. 280-281.
45. ↑  Goldberg (2006), p. 281.
46. ↑  Spiesz e Čaplovič (2006), p. 23.
47. 1 2 3  Goldberg (2006), p. 284.
48. ↑  Bowlus (1995), p. 161.
49. ↑  Goldberg (2006), p. 282.
50. ↑  Bowlus (1995), p. 164.
51. 1 2  Goldberg (2006), p. 286.
52. ↑  Goldberg (2006), pp. 286-288.
53. ↑  Goldberg (2006), p. 288.
54. ↑  Goldberg (2006), pp. 299-300.
55. ↑  Goldberg (2006), p. 300.
56. ↑  Kirschbaum (2005), p. 238.
57. ↑  (EN) William Peter van den Bercken, Holy Russia and Christian Europe: East and West in the Religious Ideology of Russia, SCM, 1999,  p. 34, ISBN 978-03-34-02782-9.

### Fonti primarie
- (LA) Annali di Fulda, su dmgh.de. URL consultato il 17 settembre 2021.
- (LA) Georg Waitz e Georg Heinrich Pertz, Gli Annali di San Bertino, impensis bibliopolii Hahniani, 1883.
- (CS) Lubomír E. Havlík, Kronika o Velké Moravě [Cronaca della Grande Moravia], Jota, 2013, ISBN 978-80-85617-04-7.

### Fonti secondarie
- (EN) Paul M. Barford, The Early Slavs: Culture and Society in Early Medieval Eastern Europe, Ithaca, Cornell University Press, 2001, ISBN 0801439779.
- (EN) Maddalena Betti, The Making of Christian Moravia (858-882): Papal Power and Political Reality, Brill, 2013, ISBN 978-90-04-26008-5.
- (EN) Charles R. Bowlus, Franks, Moravians, and Magyars: The Struggle for the Middle Danube, 788-907, Philadelphia, University of Pennsylvania Press, 1995, ISBN 978-08-12-23276-9.
- (EN) Eric J. Goldberg, Struggle for Empire: Kingship and Conflict under Louis the German, 817-876, Ithaca, Cornell University Press, 2006, ISBN 978-08-01-43890-5.
- (EN) Marvin Kantor (1983), Medieval Slavic Lives of Saints and Princes, The University of Michigan Press, 1983, ISBN 0-930042-44-1.
- (EN) Stanislav J. Kirschbaum, A History of Slovakia: The Struggle for Survival, 2ª ed., Basingstoke, Macmillan, 2005, ISBN 978-03-33-62079-3.
- (EN) Stanislav J. Kirschbaum, Historical Dictionary of Slovakia, 2ª ed., Scarecrow Press, 2006, ISBN 978-0-8108-6469-6.
- (EN) Petr Sommer, Dušan Třeštík, Josef Žemlička e Zoë Opačić, Christianization and the Rise of Christian Monarchy: Scandinavia, Central Europe and Rus' c.900–1200, 1ª ed., Cambridge, Cambridge University Press, 2007,  pp. 214-262, ISBN 978-11-39-46836-7.
- (EN) Anton Spiesz e Dusan Čaplovič, Illustrated Slovak History: A Struggle for Sovereignty in Central Europe, Bolchazy-Carducci Publishers, 2006, ISBN 978-0-86516-426-0.
- (EN) Alexis P. Vlasto, The Entry of the Slavs into Christendom: An Introduction to the Medieval History of the Slavs, Cambridge, Cambridge University Press, ISBN 978-05-21-07459-9.